# Otto Leixner von Grünberg

Otto von Leixner

Otto Leixner von Grünberg, auch Otto von Leixner, geboren als Otto Leixner (* 24. April 1847 in Schloß Saar, Mähren; † 12. April 1907 in Groß-Lichterfelde) war ein österreichisch-deutscher Schriftsteller, Literaturkritiker, Journalist und Historiker.

## Leben
Das Prädikat von Grünberg leitet sich von der Wallfahrtskirche Grünberg in seinem Geburtsort Schloß Saar ab.
Leixner studierte in Graz und München Ästhetik und Literaturgeschichte, war an letzterem Ort zudem auch journalistisch tätig und hielt Vorlesungen über spanische Literatur. Er ging 1874 nach Berlin, wo er eine Zeit lang Mitredakteur von Paul Lindaus Literaturzeitschrift Die Gegenwart war, um sich danach ganz seinen literarischen Arbeiten zu widmen. Seit 1883 redigierte er daneben die von Otto Janke herausgegebene Deutsche Roman-Zeitung.
1894 hatte sich Leixner in der Artikelserie Frauenfrage in Deutschland über die politische Streberei wie den falschen Bildungsbegriff der Weiberrechtlerinnen und deren angebliche zunehmende Vaterlandslosigkeit in der Tageszeitung Tägliche Rundschau ausgelassen. Die preußische Adelige Ida von Kortzfleisch konterte in der Rundschau mit dem Beitrag Die Weibliche Dienstpflicht in der wirthschaftlichen Frauenhochschule. Diese Kontroverse führte zur Gründung der Reifensteiner Schulen, einem wichtigen Meilenstein der Frauenbildung in Deutschland.

## Veröffentlichungen
- Gedichte (Graz 1868 und Leipz. 1877)
- Festspiel Deutschlands Auferstehen (Münch. 1870)
- Novellen (Berl. 1878, 2. Aufl. 1887)
- Kunstgeschichtliche Schriften, wie beispielsweise:
  - Die moderne Kunst und die Ausstellungen der Berliner Akademie 1877-78 (das. 1878–79, 2 Bde.)
  - Die bildenden Künste in ihrer geschichtlichen Entwickelung (Stuttg. 1880)
  - Ästhetische Studien für die Frauenwelt (4. Aufl., Leipz. 1888)
  - Illustrierte Litteraturgeschichte (das. 1879–1882, 2 Bde.) Digitalisat Band 2
  - Illustrierte Geschichte der fremden Litteraturen (das. 1880–82, 2 Bde.) Digitalisat
  - Geschichte der Deutschen Litteratur (7. Aufl., Leipzig. 1906, 2 Bde.)
- Das kulturgeschichtliche Werk Unser Jahrhundert (Stuttg. 1880–82, 2 Bde.)
- Novellen
  - Die beiden Marien. Memento mori. Prinzessin Sonnenschein (Berl. 1882)
  - Andachtsbuch eines Weltmannes (das. 1884)
  - Randbemerkungen eines Einsiedlers (das. 1885)
  - Das Apostelchen (das. 1886)
  - Herbstfäden (das. 1886)
  - Dämmerungen, Dichtung (Stuttg. 1886)
  - Deutsche Worte (Berl. 1888)
- Weitere Werke
  - Soziale Briefe aus Berlin: 1888 bis 1891. Mit besonderer Berücksichtigung der spezialdemokratischen Strömungen. Verlag Friedrich Pfeilstücker, Berlin 1891. XVI Digitalisat
  - Laien – Predigten für das deutsche Haus. Ungehaltene Reden eines Ungehaltenen. Verlag des Vereins der Bücherfreunde, Berlin 1894. IV
  - Sprüche aus dem Leben für das Leben. 8. – 10. Tsd. Verlag des Vereins der Bücherfreunde, Berlin 1896.
  - Satiren